# جف ریچموند
جف ریچموند (انگلیسی: Jeffrey Wayne "Jeff" Richmond؛ زادهٔ ۷ ژانویهٔ ۱۹۶۱) یک آهنگساز، و تهیه‌کننده تلویزیونی اهل ایالات متحده آمریکا است.